# Pachyme
Wolfiporia extensa
Espèce
Pachyme ou fuling (chinois : 茯苓 ; pinyin : fúlíng) est le nom vernaculaire de Wolfiporia extensa (Peck) Ginns (anciennement Poria cocos F.A. Wolf) est un champignon de la famille des Polyporaceae. L'espèce est également connue sous les noms de hoelen, tuckahoe, pain des indiens, truffe de Virginie, poria et polyporus.

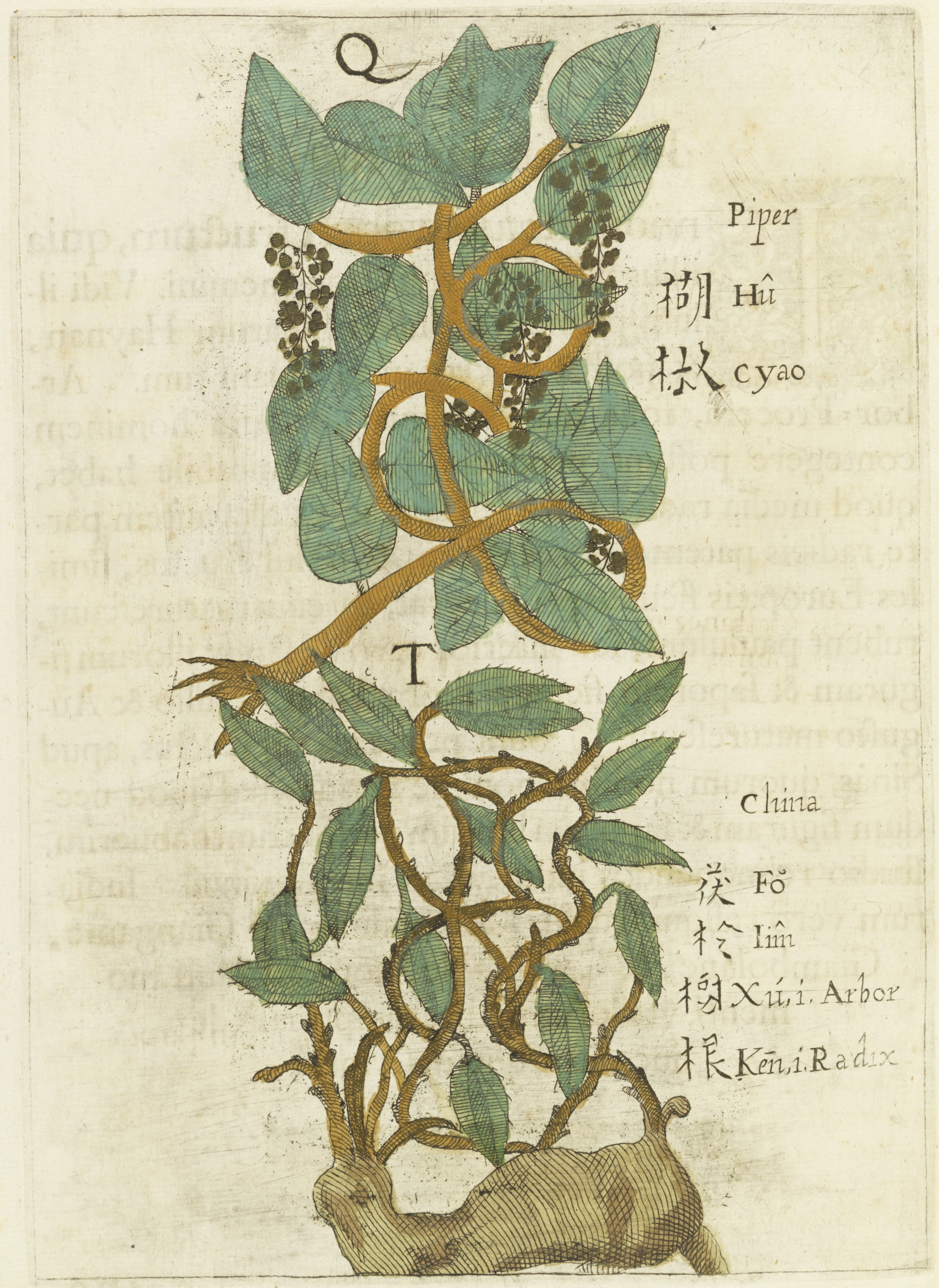
Représentation par des Jésuites en 1656.

Il est très utilisé dans la médecine Kampo et possède un large éventail d'activités biologiques, notamment des effets antitumoraux, immunomodulateurs, anti‐inflammatoires, antioxydants, anti‐vieillissement, antihépatite, antidiabétiques et anti‐hémorragiques.
En 2015, une « solution orale de polysaccharide de Poria cocos » a été approuvée par la Chinese Food and Drug Administration pour le traitement de plusieurs types de cancers, d'hépatite et d'autres maladies, seul ou pendant la chimiothérapie ou la radiothérapie pour les patients atteints de cancer.